# ヒルト HM 508
ヒルト HM 508
ヒルト HM 508
- 分類：直列レシプロエンジン
- 製造者：ヒルト

ヒルト HM 508（Hirth HM 508）は、1930年代のドイツで製造された空冷8気筒の60度倒立V型エンジンである。ボアとストロークは105 mm × 115 mm (4.1 in × 4.5 in)、210 kW (280 hp)/3,000 rpmの出力を発生した。

## 搭載機種
- アンブロジーニ S.7
- ハインケル He 116
- IMAM Ro.63
- メッサーシュミット Bf 108

## 要目 (HM 508D)
Jane's
- タイプ：空冷8気筒 60度倒立V型エンジン
- ボア×ストローク：105 mm × 115 mm
- 排気量：7.97 L
- 全長：1,289 mm
- 全幅：683 mm
- 全高：815 mm
- 乾燥重量：208 kg
- 圧縮比：6:1
- 動弁機構：
- 使用燃料：
- 燃料供給方式：
- 馬力：280 hp at 3,000 rpm
- 重量馬力比：